# Калуська ТЕЦ
Державне підприємство «Калуська теплоелектроцентраль» (ДП «Калуська ТЕЦ») введено в експлуатацію 1967 року. Встановлена електрична потужність — 200 МВт. Спроєктована для роботи на вугіллі Галицько-волинського басейну,  довгий час працювала на природному газі.
ТЕЦ постачає електроенергію до енергоринку України, теплова енергія постачається промисловим та комунальним споживачам міста Калуш. Калуська ТЕЦ є частиною Бурштинського енергоострова. До 2019 року власником ТЕЦ була державна компанія Укрінтеренерго. У травні 2019 року передана у комунальну власність м. Калуш, що викликало хвилю критики про можливу приватизацію ТЕЦ у майбутньому.
В листопаді 2021 року ТЕЦ було приватизовано за 801 млн грн.

## Історія
Передумовою будівництва теплоелектроцентралі в м. Калуші — були розвідані у 1950-х роках значні запаси карналітових та галітових руд, для використання яких планувалось будівництво потужних виробництв на базі Калуського хіміко-металургійного комбінату.
Від початку введення в експлуатацію у 1967 р. і до 1995 Калуська ТЕЦ працювала у складі Львівенерго та Міненерго.
Згідно з Указом Президента від 04.04.1995 р. за № 282/95 «Про структурну перебудову в електроенергетичному комплексі України» з метою проведення корпоратизації та акціонування майна державних підприємств та згідно з наказом Міненерго № 103 від 09.06.1995 р., Калуська ТЕЦ була передана до складу Прикарпаттяобленерго.
У липні 1996 р. ТЕЦ з порушенням чинного законодавства була передана згідно з розпорядженням № 365 Кабінету Міністрів України від 29 травня 1996 р. до складу ВАТ «Оріана».
З липня 2002 року теплоелектроцентраль за розпорядженням Кабінету Міністрів № 32 від 24 січня 2002 р. — в управлінні Івано-Франківської обласної адміністрації.
В листопаді 2021 року Фонд держмайна на приватизаційному аукціоні продав Калуську ТЕЦ за 801 млн грн - переможцем торгів стала компанія "Констанза".

## Керівники
З 18 січня 2007 року призначений на посаду директора — Таран Сергій Олексійович. Народився 20 червня 1962 р. в м. Івано-Франківську.
У 1984 році закінчив Івано-Франківський інститут нафти і газу за спеціальністю «Електропостачання промислових підприємств та сільського господарства», отримав кваліфікацію інженера-електрика. 1984–1988 рр. працював майстром Івано-Франківського заводу тонкого органічного синтезу. Протягом 1988–1990 рр. навчався в аспірантурі ІФІНГ. З 1990 по 1998 р. — асистент кафедри «Електропостачання та електрообладнання» ІФНТУНГ.
З 1998 р. працював на різних посадах в обласній державній адміністрації — Управлінні промисловості та розвитку інфраструктури, Управлінні розвитку інфраструктури паливно-енергетичного комплексу та енергозбереження.

## Структура
Чисельність персоналу Калуської теплоелектроцентралі — 671 чоловік, серед яких 177 інженерно-технічного персоналу.

### Технічні характеристики
На ТЕЦ задіяно:
- 4 енергетичні котли ТП-87 Таганрозького котельного заводу, параметри яких: D=420 т/год, Р=140 ат., і=570, рідке шлаковидалення ;
- 2 турбоагрегати ПТ-50-130/13/1.2 заводу м. Пльзень;
- 2 турбоагрегати Р-50-130/13 заводу «Електросила» (м. Ленінград).
- димова труба Калуської ТЕЦ є найвищою спорудою в м. Калуш — 150 метрів.

### Принцип дії
Електричну та теплову енергію ТЕЦ отримує шляхом спалювання органічного палива в котлах, в яких утворюється пара або гріється мережна вода. Пара йде на турбіни, що виробляють електричну енергію. Частина пари, пройшовши ряд ступенів турбоагрегату, іде на виробничі потреби підключених споживачів або на нагрів мережної води. Мережна вода поступає в трубопроводи теплових мереж, звідки подається в опалювальні системи підприємств, організацій або житлових будинків.
Основне проєктне паливо: вугілля та природний газ, для розпалювання використовується мазут М-100.

## Діяльність
Основні споживачі електричної та теплової енергії:
- ЗАТ «Лукор»,
- ПАТ «Прикарпаттяобленерго»,
- КП «Водотеплосервіс»,
- населення та промислові підприємства м. Калуша.

### Майбутнє
Розроблена «Інвестиційна програма реконструкції і розвитку підприємства на 2007–2010 рр.»
Програмою передбачено впровадження та введення в експлуатацію турбіни ПТ-80/100-130 замість Р-50/130, що згідно з розрахунками проведеними ВАТ «Львівтеплоелектропроект» заміна однієї турбіни (Р-50) на турбіну ПТ-80 дозволить збільшити виробництво електроенергії при існуючих теплових навантаженнях ТЕЦ за рахунок конденсаційного режиму виробництва електроенергії з питомими витратами умовного палива 220 г/кВтг, що на 200 г нижче порівняно з 2006 р.